# Handebol nos Jogos Olímpicos de Verão de 2012 - Masculino
O torneio masculino de handebol nos Jogos Olímpicos de Verão de 2012 foi realizado entre 29 de julho e 12 de agosto. As partidas foram disputadas no Copper Box durante a fase de grupos e na Basketball Arena durante as quartas de final, semifinal e finais.
As doze equipes classificadas foram divididas igualmente em dois grupos de seis. Cada equipe jogou com todas as outras do grupo. As quatro melhores seleções de cada grupo passaram a fase eliminatória, iniciando das quartas de final e depois semifinal e final.

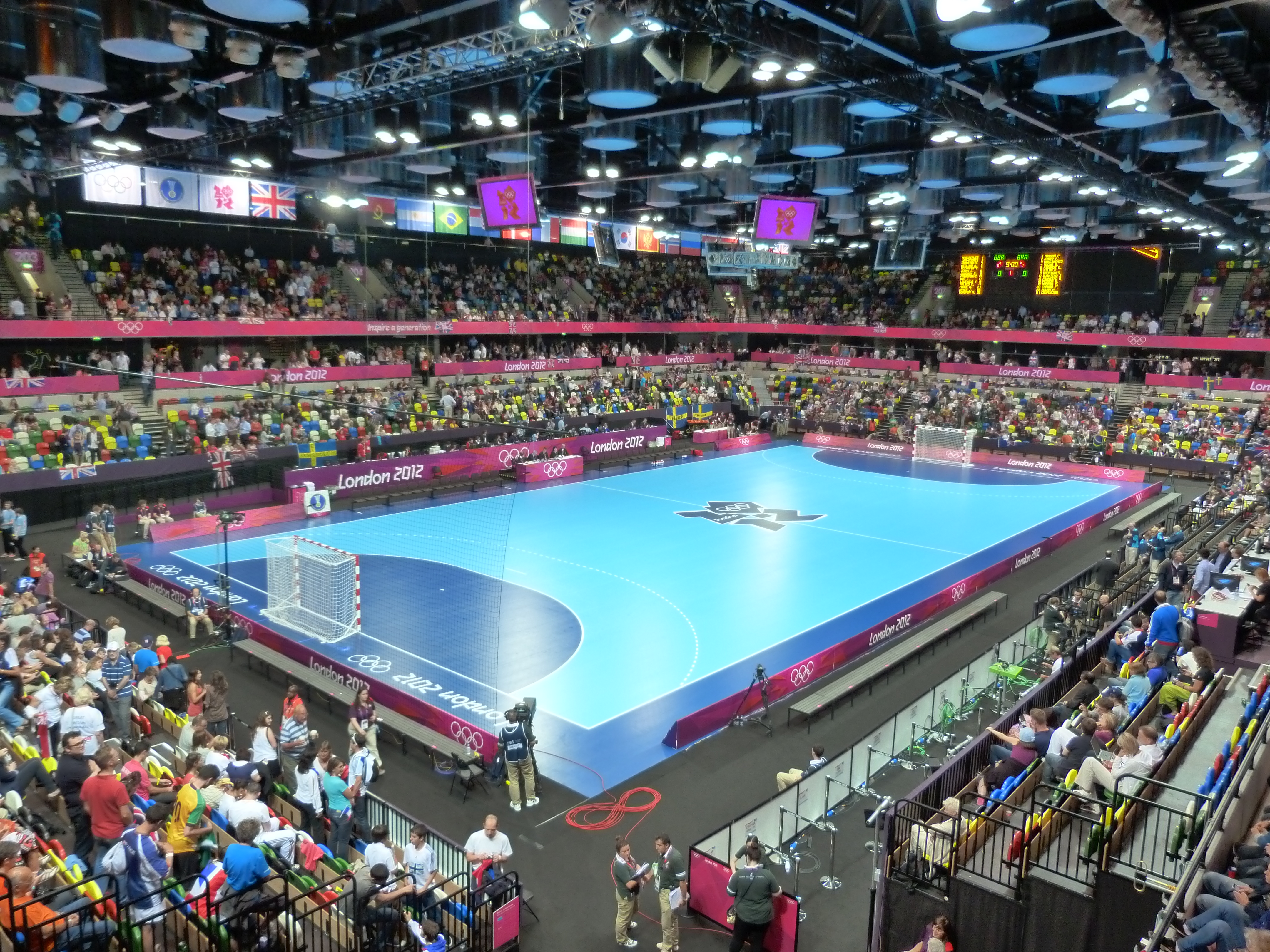
Copper Box durante os Jogos Olímpicos de 2012

## Medalhistas
|  | FRA França |  | SWE Suécia |  | CRO Croácia |
|  | Jérôme Fernandez Didier Dinart Xavier Barachet Guillaume Gille Bertrand Gille Daniel Narcisse Guillaume Joli Samuel Honrubia Daouda Karaboué Nikola Karabatić Thierry Omeyer William Accambray Luc Abalo Cédric Sorhaindo Michaël Guigou |  | Mattias Andersson Mattias Gustafsson Kim Andersson Jonas Källman Magnus Jernemyr Niclas Ekberg Dalibor Doder Jonas Larholm Tobias Karlsson Johan Jakobsson Johan Sjöstrand Fredrik Petersen Kim Ekdahl du Rietz Mattias Zachrisson Andreas Nilsson |  | Venio Losert Ivano Balić Domagoj Duvnjak Blaženko Lacković Marko Kopljar Igor Vori Jakov Gojun Zlatko Horvat Drago Vuković Damir Bičanić Denis Buntić Mirko Alilović Manuel Štrlek Ivan Čupić Ivan Ninčević |

## Qualificação
Doze equipes foram qualificadas para o torneio masculino de handebol de 2012.
| Torneio                          | Data                                  | Sede          | Vagas | Classificados      |
| -------------------------------- | ------------------------------------- | ------------- | ----- | ------------------ |
| País-sede                        | –                                     | –             | 1     | Grã-Bretanha       |
| Campeonato Mundial de 2011       | 13–30 de janeiro de 2011              | Suécia        | 1     | França             |
| Jogos Pan-Americanos de 2011     | 16–30 de outubro de 2011              | México        | 1     | Argentina          |
| Copa das Nações Africanas 2012   | 10–21 de janeiro de 2012              | Marrocos      | 1     | Tunísia            |
| Campeonato Europeu de 2012       | 15–29 de janeiro de 2012              | Sérvia        | 1     | Dinamarca          |
| Torneio Pré-Olímpico Asiático    | 23 de outubro – 2 de novembro de 2011 | Coreia do Sul | 1     | Coreia do Sul      |
| Torneio Pré-Olímpico Mundial I   | 6–8 de abril de 2012                  | Croácia       | 2     | Croácia · Islândia |
| Torneio Pré-Olímpico Mundial II  | 6–8 de abril de 2012                  | Espanha       | 2     | Espanha · Sérvia   |
| Torneio Pré-Olímpico Mundial III | 6–8 de abril de 2012                  | Suécia        | 2     | Suécia · Hungria   |
| Total                            |                                       |               | 12    |                    |

## Fase de grupos
Todos as partidas seguem o horário de Londres (UTC+1).

### Grupo A
| Pos | Equipe       | Pts | J | V | E | D | GP  | GC  | SG  |
| --- | ------------ | --- | - | - | - | - | --- | --- | --- |
| 1   | Islândia     | 10  | 5 | 5 | 0 | 0 | 167 | 132 | +35 |
| 2   | França       | 8   | 5 | 4 | 0 | 1 | 159 | 110 | +49 |
| 3   | Suécia       | 6   | 5 | 3 | 0 | 2 | 156 | 115 | +41 |
| 5   | Tunísia      | 4   | 5 | 2 | 0 | 3 | 121 | 125 | −4  |
| 4   | Argentina    | 2   | 5 | 1 | 0 | 4 | 113 | 138 | −25 |
| 6   | Grã-Bretanha | 0   | 5 | 0 | 0 | 5 | 96  | 182 | −86 |

| 29 de julho 09:30 | Islândia     | 31 – 25   | Argentina    | Copper Box, Londres Público: 3 701 Árbitros: Geipel, Helbig |
| 29 de julho 09:30 | Sigurðsson 9 | (15–14)   | D. Simonet 5 | Copper Box, Londres Público: 3 701 Árbitros: Geipel, Helbig |
| 29 de julho 09:30 | 6× 3×        | Relatório | 1× 3×        | Copper Box, Londres Público: 3 701 Árbitros: Geipel, Helbig |

| 29 de julho 14:30 | Suécia  | 28 – 21   | Tunísia     | Copper Box, Londres Público: 4 155 Árbitros: Raluy López, Sabroso |
| 29 de julho 14:30 | Doder 8 | (16–11)   | Boughanmi 6 | Copper Box, Londres Público: 4 155 Árbitros: Raluy López, Sabroso |
| 29 de julho 14:30 | 4× 3×   | Relatório | 5× 3×       | Copper Box, Londres Público: 4 155 Árbitros: Raluy López, Sabroso |

| 29 de julho 19:30 | França  | 44 – 15   | Grã-Bretanha | Copper Box, Londres Público: 5 000 Árbitros: Abdulla, Bamutref |
| 29 de julho 19:30 | Joli 11 | (21–7)    | Garnham 6    | Copper Box, Londres Público: 5 000 Árbitros: Abdulla, Bamutref |
| 29 de julho 19:30 | 2×      | Relatório | 4× 3× 1×     | Copper Box, Londres Público: 5 000 Árbitros: Abdulla, Bamutref |

| 31 de julho 09:30 | Tunísia    | 22 – 32   | Islândia     | Copper Box, Londres Público: 3 559 Árbitros: Al-Nuaimi, Omar |
| 31 de julho 09:30 | Bannour 10 | (8–9)     | Pálmarsson 8 | Copper Box, Londres Público: 3 559 Árbitros: Al-Nuaimi, Omar |
| 31 de julho 09:30 | 3× 4×      | Relatório | 5× 4×        | Copper Box, Londres Público: 3 559 Árbitros: Al-Nuaimi, Omar |

| 31 de julho 14:30 | Grã-Bretanha | 19 – 41   | Suécia    | Copper Box, Londres Público: 4 382 Árbitros: Nikolić, Stojković |
| 31 de julho 14:30 | Larsson 4    | (10–24)   | Ekberg 13 | Copper Box, Londres Público: 4 382 Árbitros: Nikolić, Stojković |
| 31 de julho 14:30 | 6× 3× 1×     | Relatório | 4× 3×     | Copper Box, Londres Público: 4 382 Árbitros: Nikolić, Stojković |

| 31 de julho 21:15 | Argentina               | 20 – 32   | França      | Copper Box, Londres Público: 3 906 Árbitros: Olesen, Peders |
| 31 de julho 21:15 | Fernández, Riccobelli 4 | (9–17)    | Karabatić 7 | Copper Box, Londres Público: 3 906 Árbitros: Olesen, Peders |
| 31 de julho 21:15 | 2× 3×                   | Relatório | 2× 3×       | Copper Box, Londres Público: 3 906 Árbitros: Olesen, Peders |

| 2 de agosto 11:15 | França     | 25 – 19   | Tunísia   | Copper Box, Londres Público: 4 670 Árbitros: Nikolić, Stojković |
| 2 de agosto 11:15 | Narcisse 7 | (12–11)   | Bannour 5 | Copper Box, Londres Público: 4 670 Árbitros: Nikolić, Stojković |
| 2 de agosto 11:15 | 5× 4×      | Relatório | 7× 4×     | Copper Box, Londres Público: 4 670 Árbitros: Nikolić, Stojković |

| 2 de agosto 16:15 | Grã-Bretanha | 21 – 32   | Argentina    | Copper Box, Londres Público: 4 581 Árbitros: Coulibaly, Diabate |
| 2 de agosto 16:15 | Larsson 6    | (11–16)   | S. Simonet 6 | Copper Box, Londres Público: 4 581 Árbitros: Coulibaly, Diabate |
| 2 de agosto 16:15 | 4×           | Relatório | 3×           | Copper Box, Londres Público: 4 581 Árbitros: Coulibaly, Diabate |

| 2 de agosto 21:15 | Suécia    | 32 – 33   | Islândia     | Copper Box, Londres Público: 4 590 Árbitros: Nachevski, Nikolov |
| 2 de agosto 21:15 | Källman 9 | (13–17)   | Pálmarsson 9 | Copper Box, Londres Público: 4 590 Árbitros: Nachevski, Nikolov |
| 2 de agosto 21:15 | 3×        | Relatório | 8× 3×        | Copper Box, Londres Público: 4 590 Árbitros: Nachevski, Nikolov |

| 4 de agosto 09:30 | Tunísia  | 34 – 17   | Grã-Bretanha | Copper Box, Londres Público: 4 319 Árbitros: Gubica, Milošević |
| 4 de agosto 09:30 | Toumi 10 | (14–8)    | Edgar 5      | Copper Box, Londres Público: 4 319 Árbitros: Gubica, Milošević |
| 4 de agosto 09:30 | 5× 3×    | Relatório | 6× 3×        | Copper Box, Londres Público: 4 319 Árbitros: Gubica, Milošević |

| 4 de agosto 14:30 | Suécia   | 29 – 13   | Argentina    | Copper Box, Londres Público: 4 592 Árbitros: Raluy López, Sabroso |
| 4 de agosto 14:30 | Ekberg 9 | (12–8)    | D. Simonet 3 | Copper Box, Londres Público: 4 592 Árbitros: Raluy López, Sabroso |
| 4 de agosto 14:30 | 1× 4×    | Relatório | 2× 3×        | Copper Box, Londres Público: 4 592 Árbitros: Raluy López, Sabroso |

| 4 de agosto 19:30 | Islândia    | 30 – 29   | França      | Copper Box, Londres Público: 4 521 Árbitros: Krstić, Ljubić |
| 4 de agosto 19:30 | Petersson 6 | (16–15)   | Fernandez 9 | Copper Box, Londres Público: 4 521 Árbitros: Krstić, Ljubić |
| 4 de agosto 19:30 | 7× 3×       | Relatório | 4× 2×       | Copper Box, Londres Público: 4 521 Árbitros: Krstić, Ljubić |

| 6 de agosto 11:15 | Argentina    | 23 – 25   | Tunísia   | Copper Box, Londres Público: 4 645 Árbitros: Olesen, Pedersen |
| 6 de agosto 11:15 | D. Simonet 6 | (12–12)   | Alouini 7 | Copper Box, Londres Público: 4 645 Árbitros: Olesen, Pedersen |
| 6 de agosto 11:15 | 7× 2× 1×     | Relatório | 6× 3× 1×  | Copper Box, Londres Público: 4 645 Árbitros: Olesen, Pedersen |

| 6 de agosto 16:15 | Islândia     | 41 – 24   | Grã-Bretanha | Copper Box, Londres Público: 4 856 Árbitros: Abdulla, Bamutref |
| 6 de agosto 16:15 | Sigurðsson 8 | (18–15)   | Larsson 9    | Copper Box, Londres Público: 4 856 Árbitros: Abdulla, Bamutref |
| 6 de agosto 16:15 | 4× 3×        | Relatório | 5× 3×        | Copper Box, Londres Público: 4 856 Árbitros: Abdulla, Bamutref |

| 6 de agosto 21:15 | França     | 29 – 26   | Suécia              | Copper Box, Londres Público: 4 833 Árbitros: Gubica, Milošević |
| 6 de agosto 21:15 | Narcisse 6 | (18–12)   | Ekberg, Andersson 5 | Copper Box, Londres Público: 4 833 Árbitros: Gubica, Milošević |
| 6 de agosto 21:15 | 1× 3×      | Relatório | 2× 3×               | Copper Box, Londres Público: 4 833 Árbitros: Gubica, Milošević |

### Grupo B

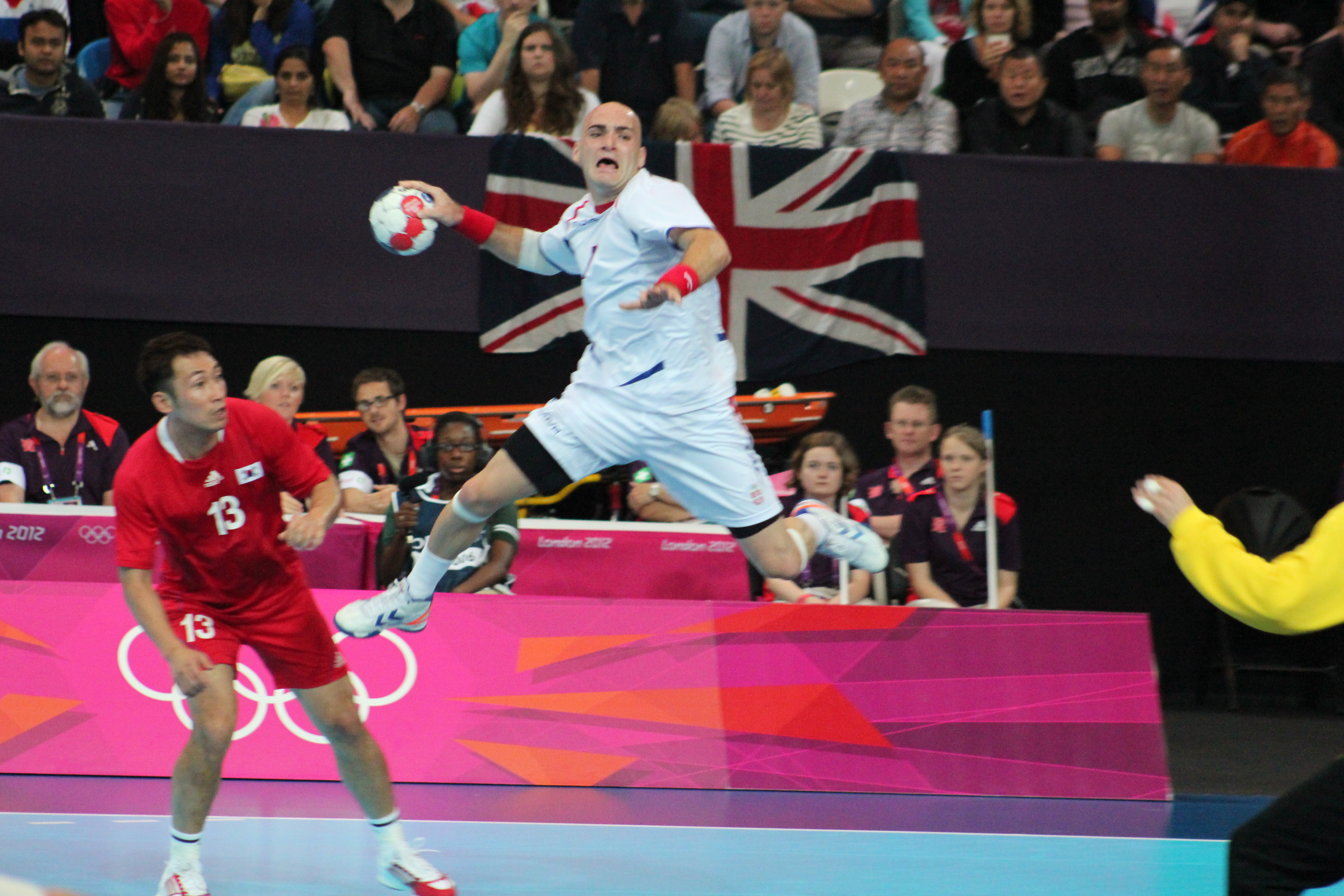
Ivan Nikčević, da Sérvia, durante a partida contra a Coreia do Sul

| Pos | Equipe        | Pts | J | V | E | D | GP  | GC  | SG  |
| --- | ------------- | --- | - | - | - | - | --- | --- | --- |
| 1   | Croácia       | 10  | 5 | 5 | 0 | 0 | 105 | 109 | −4  |
| 3   | Dinamarca     | 8   | 5 | 4 | 0 | 1 | 124 | 129 | −5  |
| 2   | Espanha       | 6   | 5 | 3 | 0 | 2 | 140 | 126 | +14 |
| 4   | Hungria       | 4   | 5 | 2 | 0 | 3 | 114 | 128 | −14 |
| 5   | Sérvia        | 2   | 5 | 1 | 0 | 4 | 120 | 131 | −11 |
| 6   | Coreia do Sul | 0   | 5 | 0 | 0 | 5 | 115 | 140 | −25 |

| 29 de julho 11:15 | Croácia | 31 – 21   | Coreia do Sul     | Copper Box, Londres Público: 4 068 Árbitros: Marina, Minore |
| 29 de julho 11:15 | Čupić 8 | (14–8)    | Jeong Yi-Kyeong 5 | Copper Box, Londres Público: 4 068 Árbitros: Marina, Minore |
| 29 de julho 11:15 | 4× 1×   | Relatório | 6× 2×             | Copper Box, Londres Público: 4 068 Árbitros: Marina, Minore |

| 29 de julho 16:15 | Espanha            | 26 – 21   | Sérvia | Copper Box, Londres Público: 4 600 Árbitros: Abrahamsen, Kristiansen |
| 29 de julho 16:15 | Sarmiento Melián 5 | (10–14)   | Ilić 6 | Copper Box, Londres Público: 4 600 Árbitros: Abrahamsen, Kristiansen |
| 29 de julho 16:15 | 5× 3×              | Relatório | 5× 3×  | Copper Box, Londres Público: 4 600 Árbitros: Abrahamsen, Kristiansen |

| 29 de julho 21:15 | Hungria   | 25 – 27   | Dinamarca | Copper Box, Londres Público: 5 000 Árbitros: Lazaar, Reveret |
| 29 de julho 21:15 | Császár 8 | (10–13)   | Eggert 9  | Copper Box, Londres Público: 5 000 Árbitros: Lazaar, Reveret |
| 29 de julho 21:15 | 7× 1×     | Relatório | 5× 3×     | Copper Box, Londres Público: 5 000 Árbitros: Lazaar, Reveret |

| 31 de julho 11:15 | Coreia do Sul                | 19 – 22   | Hungria | Copper Box, Londres Árbitros: Nachevski, Nikolov |
| 31 de julho 11:15 | Jeong Yi-Kyeong, Jeong Han 4 | (9–7)     | Lékai 5 | Copper Box, Londres Árbitros: Nachevski, Nikolov |
| 31 de julho 11:15 | 3× 4×                        | Relatório | 4×      | Copper Box, Londres Árbitros: Nachevski, Nikolov |

| 31 de julho 16:15 | Sérvia  | 23 – 31   | Croácia | Copper Box, Londres Público: 4 827 Árbitros: Horáček, Novotný |
| 31 de julho 16:15 | Vujin 6 | (9–13)    | Čupić 8 | Copper Box, Londres Público: 4 827 Árbitros: Horáček, Novotný |
| 31 de julho 16:15 | 3× 4×   | Relatório | 4× 3×   | Copper Box, Londres Público: 4 827 Árbitros: Horáček, Novotný |

| 31 de julho 19:30 | Dinamarca | 24 – 23   | Espanha            | Copper Box, Londres Público: 4 368 Árbitros: Krstić, Ljubić |
| 31 de julho 19:30 | Hansen 8  | (13–12)   | Sarmiento Melián 5 | Copper Box, Londres Público: 4 368 Árbitros: Krstić, Ljubić |
| 31 de julho 19:30 | 6× 4×     | Relatório | 1× 4×              | Copper Box, Londres Público: 4 368 Árbitros: Krstić, Ljubić |

| 2 de agosto 09:30 | Espanha  | 33 – 29   | Coreia do Sul | Copper Box, Londres Público: 4 209 Árbitros: Lazaar, Reveret |
| 2 de agosto 09:30 | Ugalde 6 | (16–14)   | Lee Jae-Woo 8 | Copper Box, Londres Público: 4 209 Árbitros: Lazaar, Reveret |
| 2 de agosto 09:30 | 4× 3×    | Relatório | 8× 2×         | Copper Box, Londres Público: 4 209 Árbitros: Lazaar, Reveret |

| 2 de agosto 14:30 | Croácia | 26 – 19   | Hungria         | Copper Box, Londres Público: 4 950 Árbitros: Abrahamsen, Kristiansen |
| 2 de agosto 14:30 | Čupić 7 | (11–9)    | Császár, Nagy 4 | Copper Box, Londres Público: 4 950 Árbitros: Abrahamsen, Kristiansen |
| 2 de agosto 14:30 | 6× 3×   | Relatório | 2× 3×           | Copper Box, Londres Público: 4 950 Árbitros: Abrahamsen, Kristiansen |

| 2 de agosto 19:30 | Sérvia  | 25 – 26   | Dinamarca | Copper Box, Londres Público: 4 504 Árbitros: Geipel, Helbig |
| 2 de agosto 19:30 | Vujin 7 | (11–13)   | Hansen 7  | Copper Box, Londres Público: 4 504 Árbitros: Geipel, Helbig |
| 2 de agosto 19:30 | 7× 3×   | Relatório | 3× 2×     | Copper Box, Londres Público: 4 504 Árbitros: Geipel, Helbig |

| 4 de agosto 11:15 | Coreia do Sul | 22 – 28   | Sérvia             | Copper Box, Londres Público: 4 525 Árbitros: Bonaventura, Bonaventura |
| 4 de agosto 11:15 | Jeong Han 6   | (10–12)   | Nikčević, Toskić 5 | Copper Box, Londres Público: 4 525 Árbitros: Bonaventura, Bonaventura |
| 4 de agosto 11:15 | 2× 3×         | Relatório | 1× 6×              | Copper Box, Londres Público: 4 525 Árbitros: Bonaventura, Bonaventura |

| 4 de agosto 16:15 | Croácia                 | 32 – 21   | Dinamarca          | Copper Box, Londres Público: 4 800 Árbitros: Lazaar, Reveret |
| 4 de agosto 16:15 | Duvnjak, Vori, Horvat 5 | (14–19)   | Eggert, Lindberg 5 | Copper Box, Londres Público: 4 800 Árbitros: Lazaar, Reveret |
| 4 de agosto 16:15 | 2× 3×                   | Relatório | 3×                 | Copper Box, Londres Público: 4 800 Árbitros: Lazaar, Reveret |

| 4 de agosto 21:15 | Hungria | 22 – 33   | Espanha       | Copper Box, Londres Público: 4 280 Árbitros: Horáček, Novotný |
| 4 de agosto 21:15 | Nagy 7  | (13–16)   | Aguinagalde 9 | Copper Box, Londres Público: 4 280 Árbitros: Horáček, Novotný |
| 4 de agosto 21:15 | 4×      | Relatório | 4× 3×         | Copper Box, Londres Público: 4 280 Árbitros: Horáček, Novotný |

| 6 de agosto 09:30 | Hungria  | 26 – 23   | Sérvia             | Copper Box, Londres Público: 4 159 Árbitros: Abrahamsen, Kristiansen |
| 6 de agosto 09:30 | Mocsai 9 | (9–11)    | Ilić, Prodanović 5 | Copper Box, Londres Público: 4 159 Árbitros: Abrahamsen, Kristiansen |
| 6 de agosto 09:30 | 3× 4×    | Relatório | 4× 3×              | Copper Box, Londres Público: 4 159 Árbitros: Abrahamsen, Kristiansen |

| 6 de agosto 14:30 | Dinamarca         | 26 – 24   | Coreia do Sul              | Copper Box, Londres Público: 4 546 Árbitros: Al-Nuaimi, Omar |
| 6 de agosto 14:30 | Eggert, Knudsen 6 | (13–14)   | Lee Jae-Woo, Eom Hyo-Won 6 | Copper Box, Londres Público: 4 546 Árbitros: Al-Nuaimi, Omar |
| 6 de agosto 14:30 | 2× 4×             | Relatório | 1× 2×                      | Copper Box, Londres Público: 4 546 Árbitros: Al-Nuaimi, Omar |

| 6 de agosto 19:30 | Espanha             | 25 – 30   | Croácia           | Copper Box, Londres Público: 4 856 Árbitros: Geipel, Helbig |
| 6 de agosto 19:30 | Entrerríos, Tomás 5 | (10–11)   | Čupić, Lacković 7 | Copper Box, Londres Público: 4 856 Árbitros: Geipel, Helbig |
| 6 de agosto 19:30 | 3×                  | Relatório | 2× 4×             | Copper Box, Londres Público: 4 856 Árbitros: Geipel, Helbig |

## Fase final

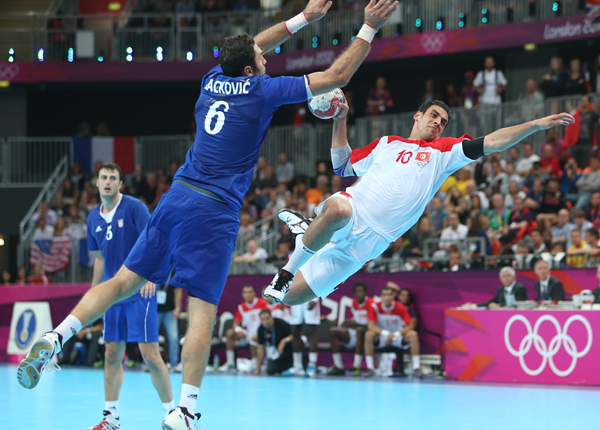
Partida entre Croácia e Tunísia nas quartas

|  | Quartas de final | Quartas de final  | Quartas de final |            |               | Semifinal   | Semifinal           | Semifinal           |                     |  | Disputa pelo ouro | Disputa pelo ouro | Disputa pelo ouro |
|  |                  |                   |                  |            |               |             |                     |                     |                     |  |                   |                   |                   |
|  | A1               | ISL Islândia      | 33               |            |               |             |                     |                     |                     |  |                   |                   |                   |
|  | B4               | HUN Hungria (pro) | 34               |            |               |             |                     |                     |                     |  |                   |                   |                   |
|  | B4               | HUN Hungria (pro) | 34               |            | B4            | HUN Hungria | 26                  |                     |                     |  |                   |                   |                   |
|  |                  |                   |                  |            | B4            | HUN Hungria | 26                  |                     |                     |  |                   |                   |                   |
|  |                  | A3                | SWE Suécia       | 27         |               |             |                     |                     |                     |  |                   |                   |                   |
|  | B2               | A3                | SWE Suécia       | 27         | DEN Dinamarca | 22          |                     |                     |                     |  |                   |                   |                   |
|  | B2               |                   |                  |            | DEN Dinamarca | 22          |                     |                     |                     |  |                   |                   |                   |
|  | A3               | SWE Suécia        | 24               |            |               |             |                     |                     |                     |  |                   |                   |                   |
|  |                  |                   |                  |            |               |             |                     |                     |                     |  | A3                | SWE Suécia        | 21                |
|  |                  |                   | A2               | FRA França | 22            |             |                     |                     |                     |  |                   |                   |                   |
|  | A2               | FRA França        | 23               |            |               |             |                     |                     |                     |  |                   |                   |                   |
|  | B3               | ESP Espanha       | 22               |            |               |             |                     |                     |                     |  |                   |                   |                   |
|  | B3               | ESP Espanha       | 22               |            | A2            | FRA França  | 25                  |                     |                     |  |                   |                   |                   |
|  |                  |                   |                  |            | A2            | FRA França  | 25                  |                     |                     |  |                   |                   |                   |
|  |                  | B1                | CRO Croácia      | 22         |               |             | Disputa pelo bronze | Disputa pelo bronze | Disputa pelo bronze |  |                   |                   |                   |
|  | B1               | CRO Croácia       | 25               |            |               |             | B4                  | HUN Hungria         | 26                  |  |                   |                   |                   |
|  | A4               | TUN Tunísia       | 23               |            |               |             |                     |                     |                     |  | B1                | CRO Croácia       | 33                |

### Quartas de final
| 8 de agosto 11:30 | Islândia                | 33 – 34 (Pro) | Hungria | Basketball Arena, Londres Público: 9 063 Árbitros: Lazaar, Reveret |
| 8 de agosto 11:30 | Sigurðsson 8            | (12–16)       | Nagy 9  | Basketball Arena, Londres Público: 9 063 Árbitros: Lazaar, Reveret |
| 8 de agosto 11:30 | 2× 3×                   | Relatório     | 4× 3×   | Basketball Arena, Londres Público: 9 063 Árbitros: Lazaar, Reveret |
| 8 de agosto 11:30 | 2T: 27–27 Pro: 3–3, 3–4 |               |         | Basketball Arena, Londres Público: 9 063 Árbitros: Lazaar, Reveret |

| 8 de agosto 14:30 | Espanha | 22 – 23   | França      | Basketball Arena, Londres Público: 8 890 Árbitros: Nikolić, Stojković |
| 8 de agosto 14:30 | Tomás 6 | (12–9)    | Accambray 7 | Basketball Arena, Londres Público: 8 890 Árbitros: Nikolić, Stojković |
| 8 de agosto 14:30 | 3× 4×   | Relatório | 3× 4×       | Basketball Arena, Londres Público: 8 890 Árbitros: Nikolić, Stojković |

| 8 de agosto 18:00 | Suécia  | 24 – 22   | Dinamarca  | Basketball Arena, Londres Público: 9 494 Árbitros: Nachevski, Nikolov |
| 8 de agosto 18:00 | Doder 6 | (11–9)    | Lindberg 6 | Basketball Arena, Londres Público: 9 494 Árbitros: Nachevski, Nikolov |
| 8 de agosto 18:00 | 5× 4×   | Relatório | 2× 4×      | Basketball Arena, Londres Público: 9 494 Árbitros: Nachevski, Nikolov |

| 8 de agosto 21:30 | Croácia | 25 – 23   | Tunísia            | Basketball Arena, Londres Público: 9 578 Árbitros: Marina, Minore |
| 8 de agosto 21:30 | Čupić 8 | (11–12)   | Jallouz, Alouini 4 | Basketball Arena, Londres Público: 9 578 Árbitros: Marina, Minore |
| 8 de agosto 21:30 | 3× 2×   | Relatório | 5× 4× 1×           | Basketball Arena, Londres Público: 9 578 Árbitros: Marina, Minore |

### Semifinal
| 10 de agosto 17:00 | Hungria   | 26 – 27   | Suécia   | Basketball Arena, Londres Público: 9 597 Árbitros: Geipel, Helbig |
| 10 de agosto 17:00 | Császár 8 | (12–15)   | Ekberg 6 | Basketball Arena, Londres Público: 9 597 Árbitros: Geipel, Helbig |
| 10 de agosto 17:00 | 3× 4×     | Relatório | 5× 3×    | Basketball Arena, Londres Público: 9 597 Árbitros: Geipel, Helbig |

| 10 de agosto 20:30 | França                      | 25 – 22   | Croácia  | Basketball Arena, Londres Público: 9 849 Árbitros: Abrahamsen, Kristiansen |
| 10 de agosto 20:30 | Narcisse, Honrubia, Abalo 4 | (12–10)   | Horvat 6 | Basketball Arena, Londres Público: 9 849 Árbitros: Abrahamsen, Kristiansen |
| 10 de agosto 20:30 | 2× 4×                       | Relatório | 2× 4×    | Basketball Arena, Londres Público: 9 849 Árbitros: Abrahamsen, Kristiansen |

### Disputa pelo bronze
| 12 de agosto 11:00 | Hungria    | 26 – 33   | Croácia | Basketball Arena, Londres Público: 9 263 Árbitros: Horáček, Novotný |
| 12 de agosto 11:00 | Harsányi 7 | (14–19)   | Čupić 8 | Basketball Arena, Londres Público: 9 263 Árbitros: Horáček, Novotný |
| 12 de agosto 11:00 | 4×         | Relatório | 3×      | Basketball Arena, Londres Público: 9 263 Árbitros: Horáček, Novotný |

### Final
| 12 de agosto 15:00 | Suécia   | 21 – 22   | França   | Basketball Arena, Londres Público: 9 627 Árbitros: Krstić, Ljubić |
| 12 de agosto 15:00 | Ekberg 6 | (8–10)    | Guigou 5 | Basketball Arena, Londres Público: 9 627 Árbitros: Krstić, Ljubić |
| 12 de agosto 15:00 | 4× 3×    | Relatório | 2× 4×    | Basketball Arena, Londres Público: 9 627 Árbitros: Krstić, Ljubić |

## Classificação final
| Pos.              | Equipe            | Campanha (V–E–D) |
| ----------------- | ----------------- | ---------------- |
| Medalha de ouro   | FRA França        | 7–0–1            |
| Medalha de prata  | SWE Suécia        | 5–0–3            |
| Medalha de bronze | CRO Croácia       | 7–0–1            |
| 4                 | HUN Hungria       | 3–0–5            |
| 5                 | ISL Islândia      | 5–0–1            |
| 6                 | DEN Dinamarca     | 4–0–2            |
| 7                 | ESP Espanha       | 3–0–3            |
| 8                 | TUN Tunísia       | 2–0–4            |
| 9                 | SRB Sérvia        | 1–0–4            |
| 10                | ARG Argentina     | 1–0–4            |
| 11                | KOR Coreia do Sul | 0–0–5            |
| 12                | GBR Grã-Bretanha  | 0–0–5            |